# Гуревич, Лев Эммануилович
Лев Эммануи́лович Гуре́вич (14 июня 1904 — 28 июня 1990) — советский физик-теоретик и астрофизик, основоположник советской школы физической кинетики. Автор первой в мировой литературе книги, в которой физическая кинетика была представлена как отдельный раздел теоретической физики. Профессор (1946).

## Биография
Родился 14 июня 1904 года в Париже в семье профессионального революционера и журналиста Эммануила Львовича Гуревича (1866—1952). Окончил Ленинградский политехнический институт с дипломом инженера-электрика.
Ещё с 1926 года, будучи студентом, начал преподавательскую деятельность в Горном институте. Преподавал на физическом факультете ЛГУ. Во время войны с 1942 по 1944 год был эвакуирован из блокадного Ленинграда вместе с университетом в Саратов.
В 1960-х годах Л. Э. Гуревич создал в Физтехе космологическую школу, ярким достижением которой стала теория первичного вакуумного состояния Вселенной.

## Вклад в науку
В области физики твёрдого тела самый известный цикл его работ посвящён эффекту увлечения электронов фононами (1945). Он впервые указал, что целый ряд кинетических эффектов в металлах и полупроводниках по большому счету определяются «фононным ветром», то есть тем фактом, что фононная система находится в несбалансированном состоянии. Впоследствии показал, что фононная несбалансированность второго типа («разогрев фононов») играет важную роль в проблеме «горячих» электронов в полупроводниках.
Большой цикл работ Льва Эммануиловича посвящён всестороннему исследованию волн и неустойчивостей в твёрдых телах. Открыл новые типы волн в полупроводниках и металлах, которые могут существовать и образовываться в неравновесных условиях. Одно из самых ярких явлений — термомагнитные волны, возникающие в проводниках при наличии градиента температуры.
В серии работ 1945—1950 годов, выполненных частично совместно с А. Г. Лебединским, выдвинул ряд новых физических идей, благодаря которым удалось развить и конкретизировать теорию ранних стадий формирования Солнечной системы в ходе процесса гравитационной конденсации.
Доказал возможность повторных термоядерных взрывов в тонких звёздных оболочках (1947—1954). Разработал теорию первичного космологического вакуума (1975).

## Семья
Сестра — Ольга Эммануиловна Гуревич (1897—1983), театровед, жена экономиста А. В. Чаянова.

### Книги
- Основы физической кинетики —  Л., М.: Государственное издательство технико-теоретической литературы, 1940. — 242 с.
- Общая теория относительности после Эйнштейна — М.: Знание, 1972. — 64 с. (Совместно с Э. Б. Глинером).
- Введение в космогонию. —  М.: Наука, 1978. — 383 с. (Совместно с А. Д. Черниным)
- Происхождение галактик и звёзд. —  М.: Наука, 1983. — 190 с. (Совместно с А. Д. Черниным)